# Thomas Vinçotte
Baron Thomas Jules Vinçotte (* 8. Januar 1850 in Antwerpen; † 25. März 1925 in Schaerbeek/Schaarbeek) war ein belgischer Bildhauer und Medailleur.

## Leben
Vinçotte studierte ab 1866 an der Académie royale des Beaux-Arts de Bruxelles bei Joseph Jaquet und Eugène Simonis und dann an der École nationale supérieure des beaux-arts de Paris bei Jules Cavelier.
Vinçotte wurde schnell bekannt und gewann mehrere Preise. 1881 erhielt er das Ritterkreuz des Leopoldsordens. Er wurde Professor für Bildhauerei an der Académie royale des beaux-arts d'Anvers und lehrte dort von 1886 bis 1921. 1887 wurde er Offizier des Leopoldsordens und 1896 Komtur. Im Auftrag König Leopolds II., der ihn zum Baron erhob, schuf er Porträts, Münzen und Werke für das Palais Royal und den Parc du Cinquantenaire in Brüssel. Er war Mitglied der Société des Vingt. Die Académie royale des Sciences, des Lettres et des Beaux-Arts de Belgique (Classe des Beaux-Arts) nahm ihn 1886 als ordentliches Mitglied auf.
Vinçottes Bruder war der Ingenieur Robert  Vinçotte.

## Werke

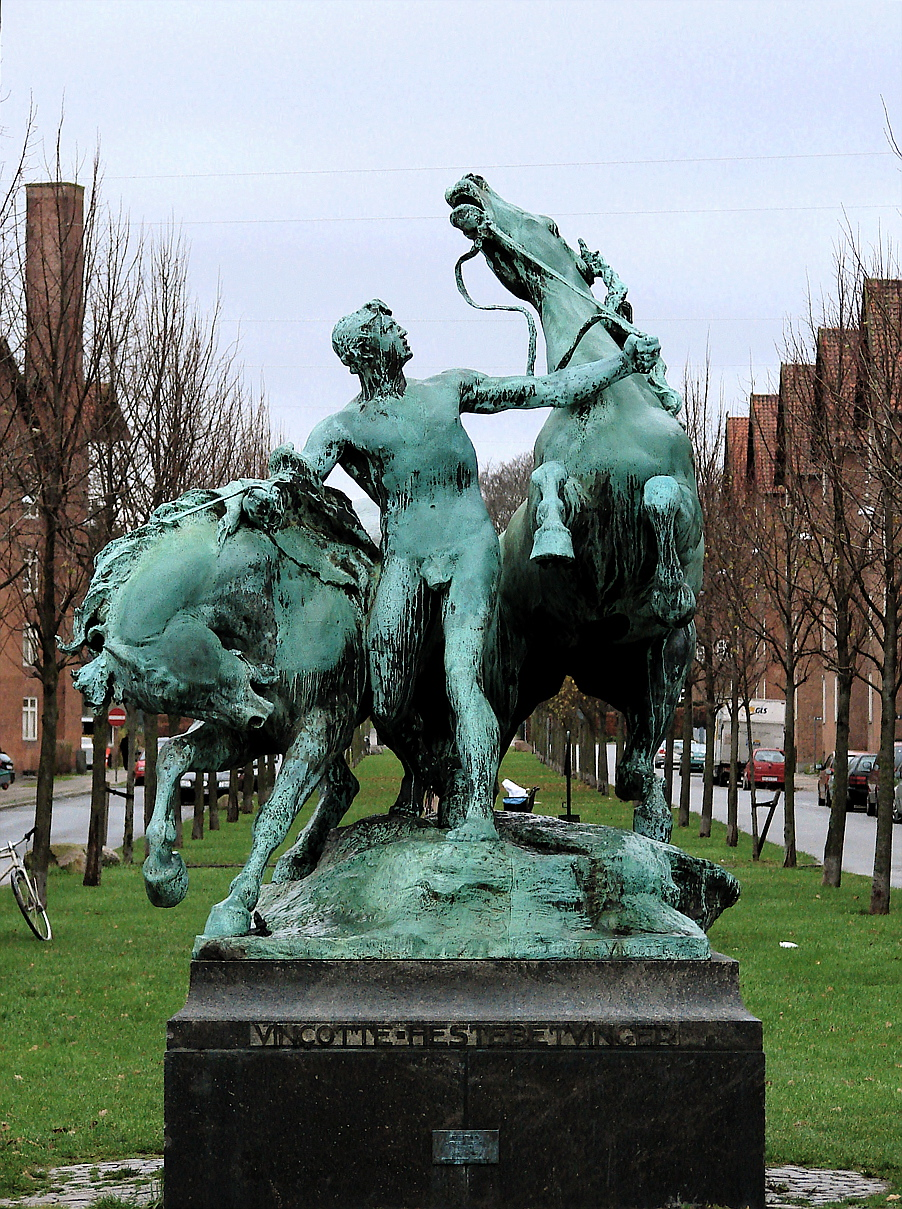
Le dompteur de chevaux (1885), Avenue Louise, Brüssel, (1914) Bavnehøj Allé, Kopenhagen
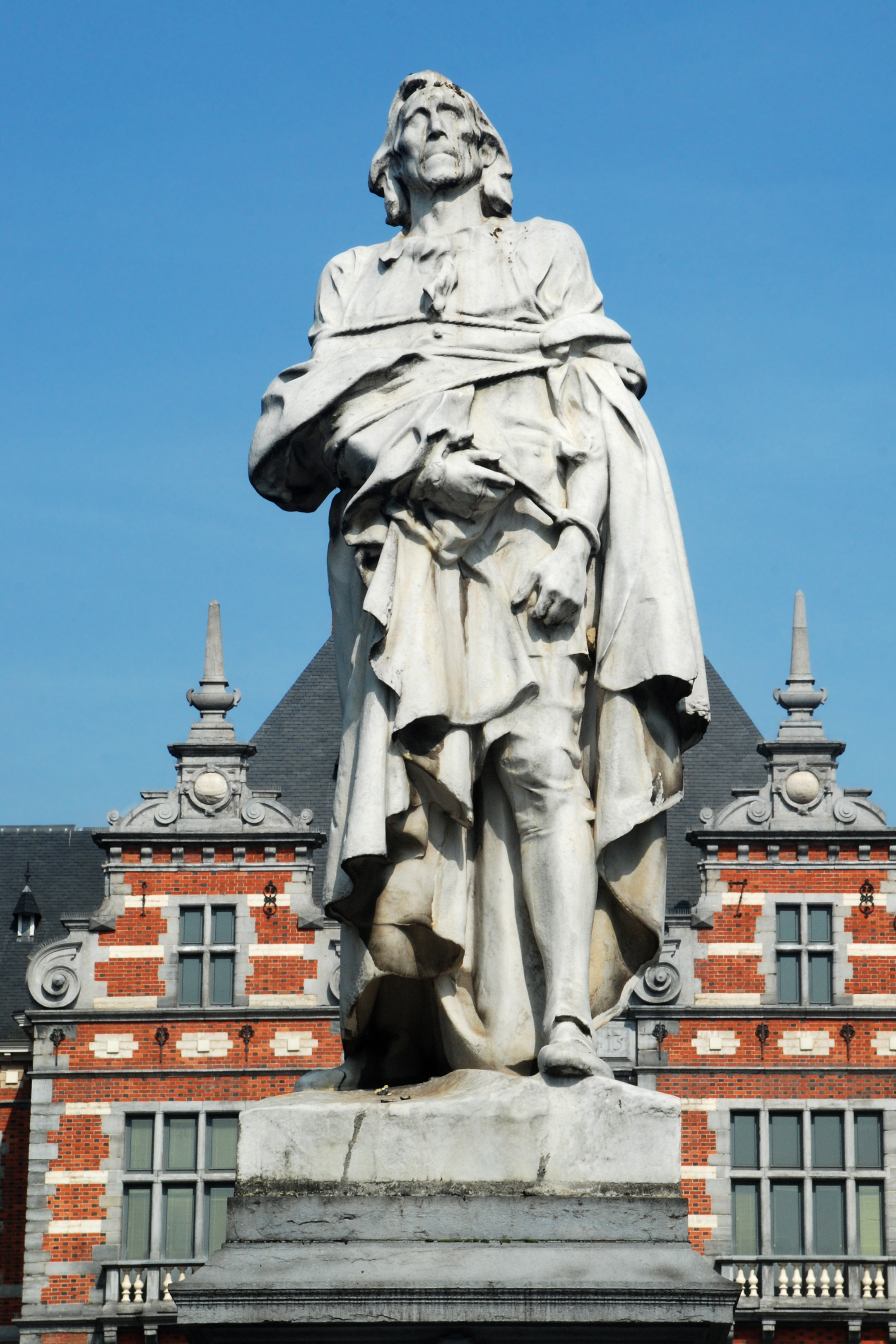
François-Anneessens-Denkmal (1889). Place Anneessens, Brüssel
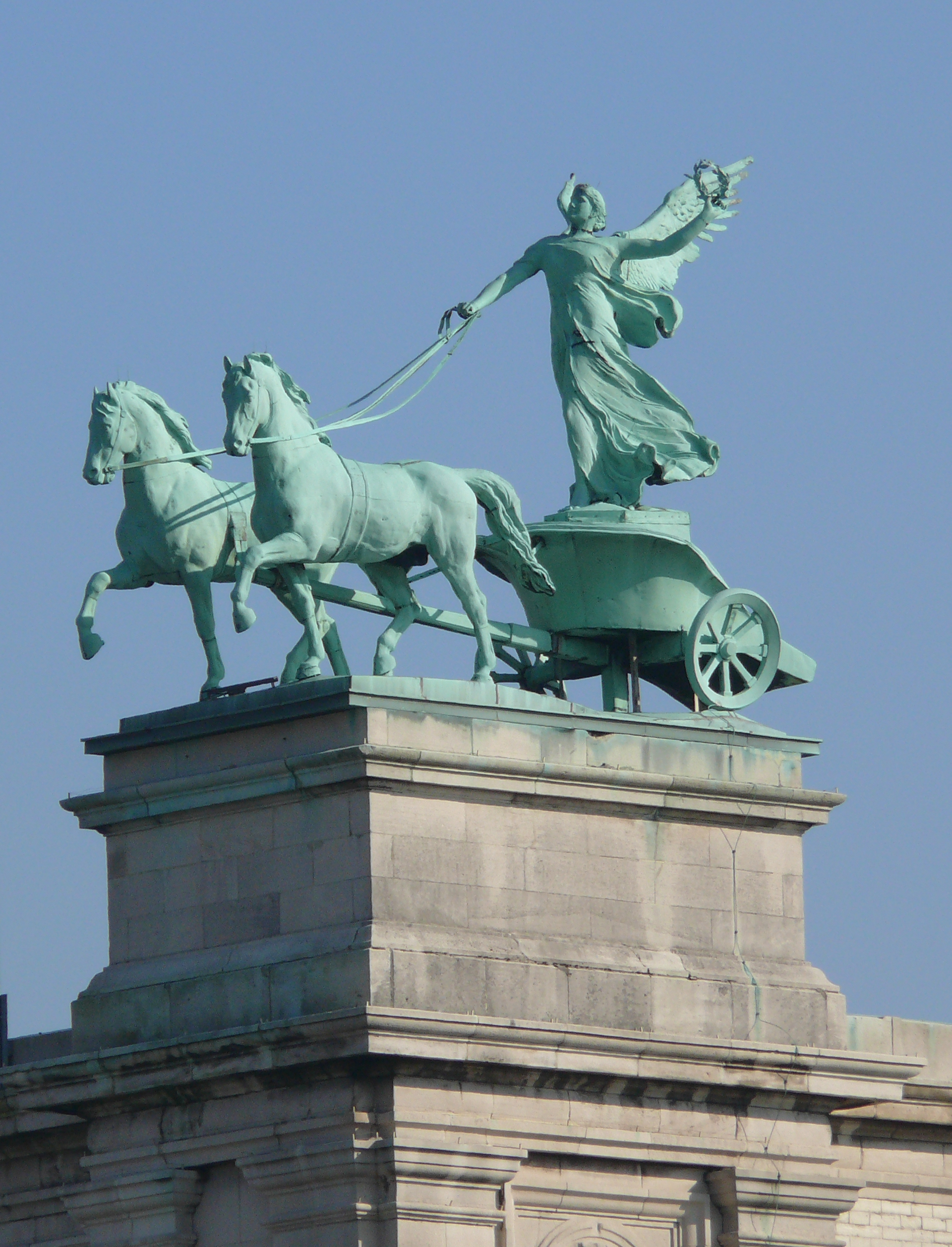
Victoria (1905) auf dem Königlichen Museum der Schönen Künste, Antwerpen
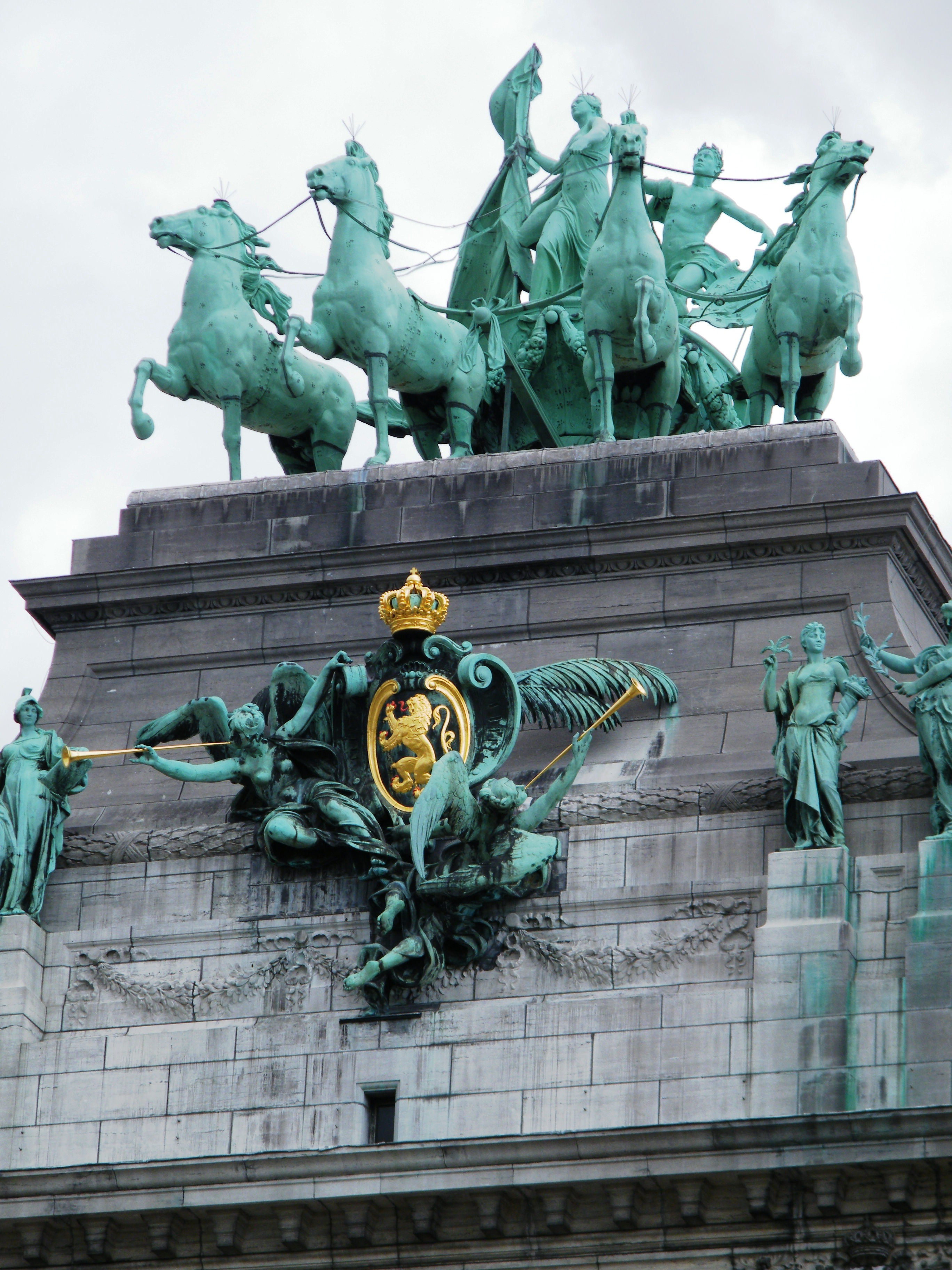
Quadriga von Brabant auf den Arcades du Cinquantenaire/Triomfboog van het Jubelpark (zusammen mit Jules Lagae, 1905), Parc du Cinquantenaire, Brüssel
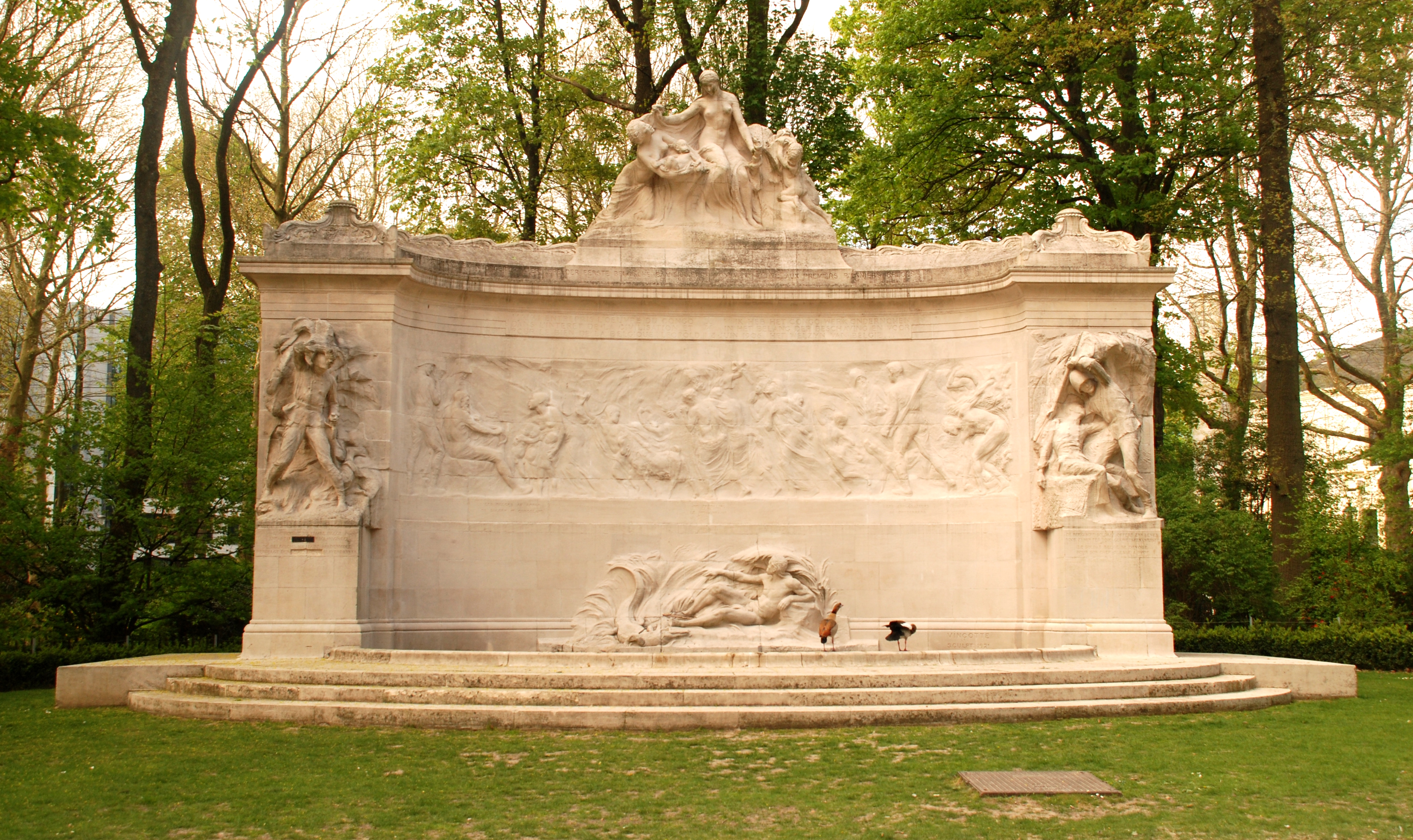
Denkmal für die belgischen Pioniere im Kongo (1921), Parc du Cinquantenaire, Brüssel
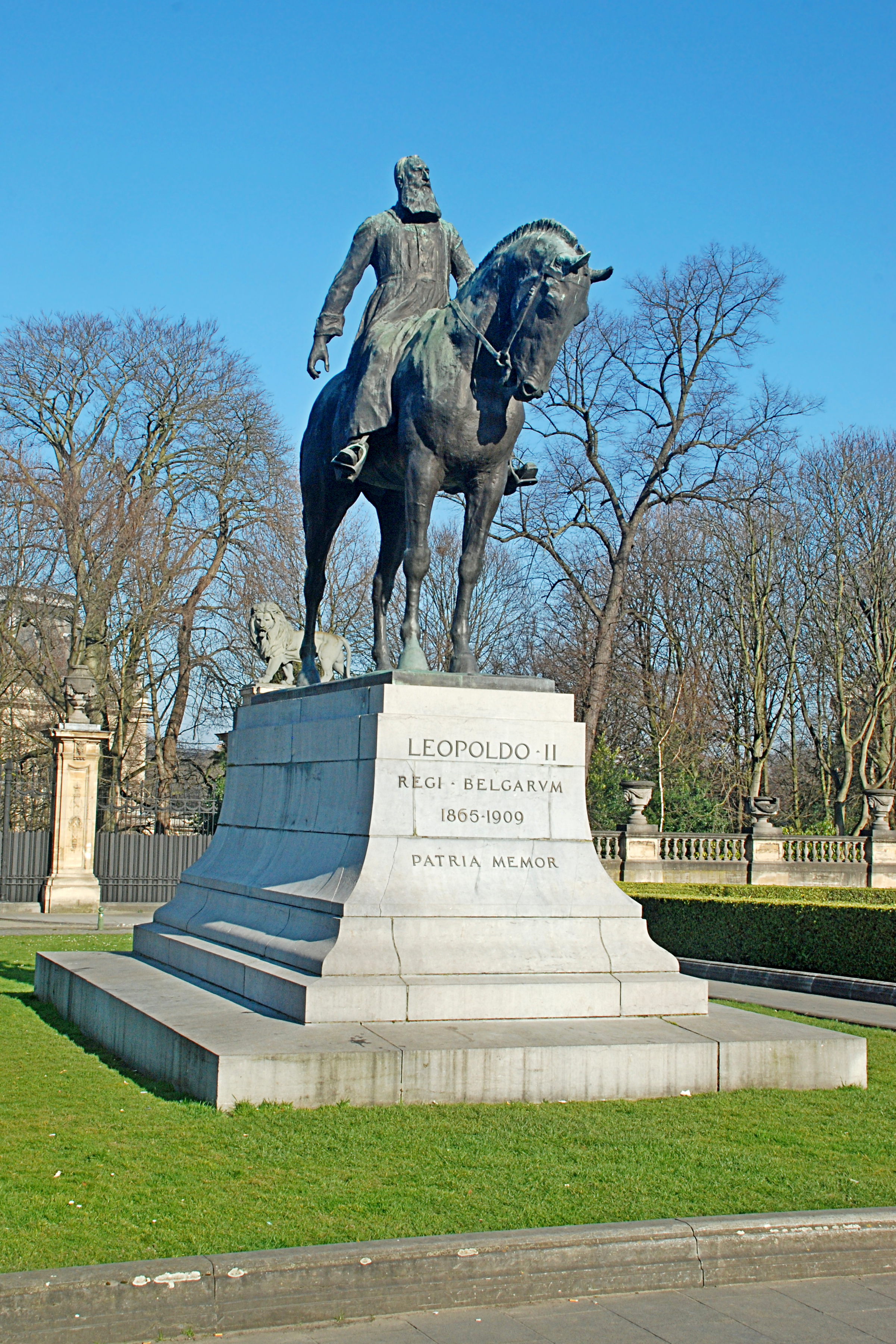
Reiterstandbild Leopolds II. (1926), Place du Trône, Brüssel

## Ehrungen
Die Brüsseler Stadtgemeinde Schaerbeek hat eine Straße nach Vinçotte benannt.